# Лупул, Манолий
Манолий Лупул (англ. Manoly R. Lupul; 14 августа 1924, Веллингтон, Канада — 24 июля 2019) — канадский историк, профессор Альбертского университета.

## Биография
Манолий Лупул родился 14 августа 1924 года в Веллингтоне, в семье украинских эмигрантов.
Учился в Альбертском университете. В 1950 году получил степень старшего бакалавра искусства, в 1951 году — бакалавра образования.
В 1955 году в Миннесотском университете стал магистром.
В 1957—1958 году преподавал в Бостонском университете.
С 1958 по 1990 годы — профессор истории в Альбертском университете.
В 1963 году в Гарвардском университете получил степень доктора истории.
В 1976 году основал Канадский институт украинских исследований при Альбертском университете и до 1986 года был его директором.

## Общественная деятельность
С 1973 по 1976 годы — окружной руководитель и заместитель председателя Канадского совета по вопросам многокультурности.
С 1973 по 1975 годы — президент, затем почётный член Клуба украинских профессионалистов и предпринимателей.
С 1974 года — председатель совещательного комитета программы двуязычия, член Совета украинского культурного наследия.
С 1973 по 1975 и с 1979 по 1981 годы — редактор «Ukranian Canadian Review».

## Награды
- 2003 год — Орден Канады (англ. Members of the Order of Canada; «за сохранение и углубление украинской культуры и языка среди канадской многокультурной мозаики»).[2]

## Произведения
- The Roman Catholic Church and the North-West School Question: a Study in Church State Relations in Western Canada, 1875—1905. Toronto, 1974;
- Ukrainian Canadians, multiculturalism, and separatism, an assessment: proceedings of the conference sponsored by the Canadian Institute of Ukraine Studies, University of the Alberta, Edmonton, September 9, 11, 1977/Edited by Manoly R.Lupul;
- The Heritage in Transition: Essays in the History of Ukrainian in Canada. Toronto, 1982; Visible Symbols: Cultural Expression among Canada’s Ukrainian. Edmonton, 1984;
- Osvita: Ukrainian Bilingual Education. Edmonton, 1985;
- The Politics of Multiculturalism: A Ukrainian-Canadian Memoir. Edmonton, 2005.